# Ermita de Sant Pere de Vilademont
L'Ermita de Sant Pere de Vilademont és una obra del municipi de Tossa de Mar (Selva) inclosa en l'Inventari del Patrimoni Arquitectònic de Catalunya.

## Descripció
Es tracta de les restes d'una antiga capella situada en un planer de la muntanya del sector nord de Tossa.
Les ruïnes no alcen més de 30 cm de terra, però es pot delimitar bé el recinte original. Aquest consta d'una nau rectangular de 4'70 m. d'amplada màxima per 13'30 de llargada màxima i d'un absis semicircular orientat a llevant. Sembla que hi ha una porta al sud
El material de construcció són pedres lligades amb fang i les parets són prou amples, d'uns 0'70 m, a excepció de la paret occidental, de 0'90 m.
Com que l'entorn és molt brut, costa identificar les restes de parets laterals i absidals. Malgrat això, hi ha restes de teules i d'altres estructures.

## Història
Aquesta ermita, localitzada a finals dels anys 70 del segle xx, tot i que ha estat datada tipològicament del segle xi o de l'alta edat mitjana, se'n desconeix la història.
Segons Màrius Zucchitello, les referències més antigues són del segle xvii. Per ell, Vilademont era un lloc on els tossencs dels segles xi i xii es refugiaven en cas de perill per tornar després, un cop normalitzada la situació. En aquest sentit, caldria relacionar-lo amb les pròximes estructures defensives del Gorg Gitano. El topònim mateix, Vilademont, podria interpretar-se com Vila de mont, en contraposició a una Vila de mar o vila de pla, o com Vila d'amunt, en contraposició a Vila d'avall. D'aquesta manera, podria ser un antic poblat altmedieval (segles V-VIII/IX)
L'advocació d'aquesta capella no ha estat identificada, tot i que J.M Gavín a “Inventari d'esglésies” (Barcelona, 1982) i Antoni Pladevall, a la “Catalunya Romànica” (Barcelona, 1991) afirmen que la capella era dedicada a Sant Pere, però no expliquen els orígens de la informació. Per tant, és una hipòtesi no documentada.
Hi ha altres restes al voltant de l'antiga ermita, per això, una excavació arqueològica donaria informació històrica més precisa del recinte i consolidaria i netejaria l'entorn les restes.